# Fratelli Stenberg
Vladimir Stenberg (Mosca, 4 aprile 1899 – 1º maggio 1982) e 
  Georgij Stenberg (Mosca, 7 ottobre 1900 – 15 ottobre 1933), meglio noti come i fratelli Stenberg, furono due artisti e designer russi, attivi durante i primi anni della Rivoluzione russa.

## Biografia

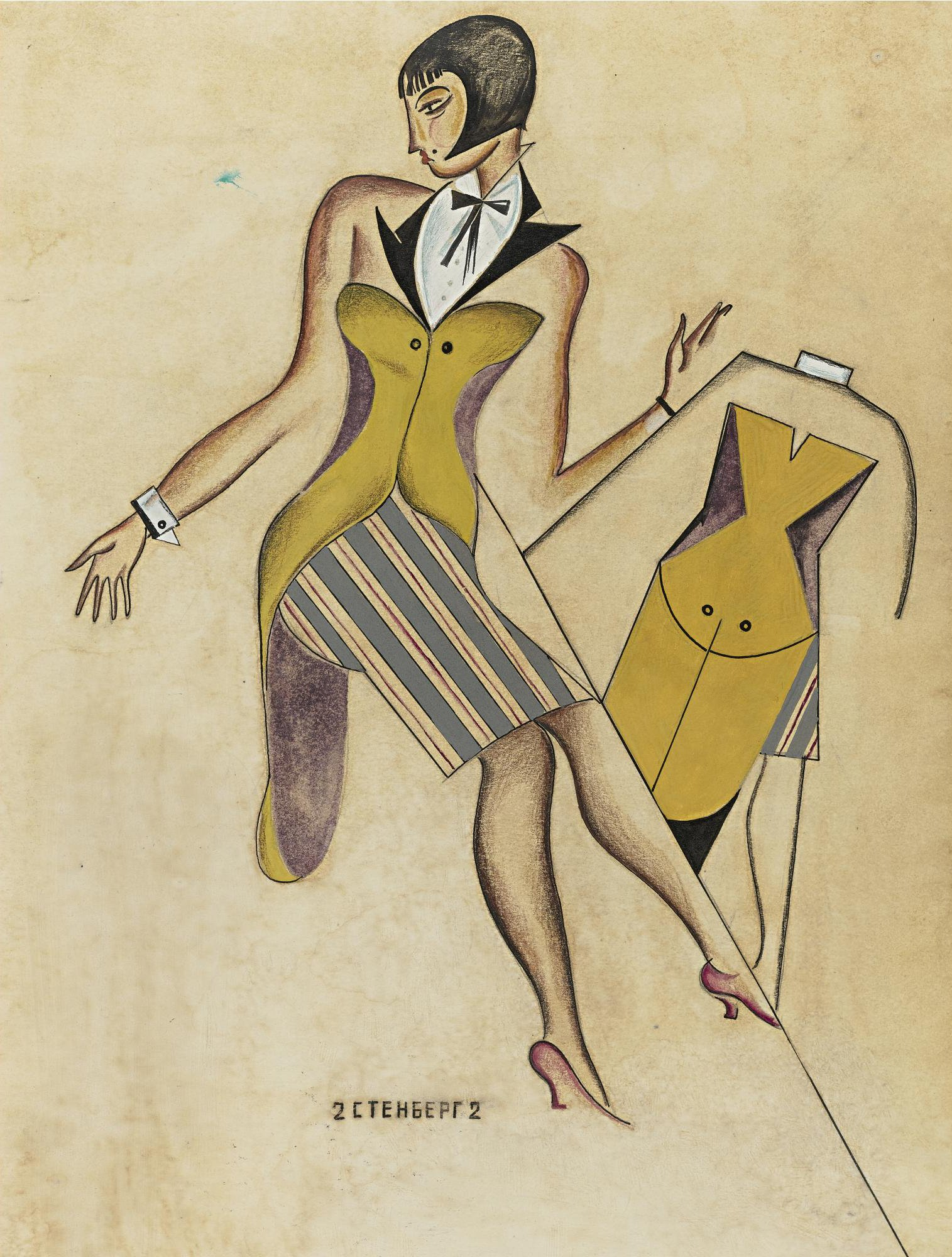

I fratelli Stenberg, il cui padre era di origine svedese e la madre russa, pur essendo nati in Russia rimasero cittadini svedesi sino al 1933. 
Studiarono inizialmente ingegneria, trasferendosi prima presso la moscovita Scuola di Arti Applicate Stroganov (1912-1917) e successivamente presso lo SVOMAS (abbreviazione di SVObodnye gosudarstvennye chudožestvennye MASterskie , Libero Atelier dell'Arte di Stato) di Mosca, ove assieme ad altri studenti realizzarono nel 1918 le decorazioni e il manifesto ufficiale per la Festa del 1º maggio. Nel 1919 i due fratelli fondarono con alcuni compagni la OBMOChU (abbreviazione di OBščestvo MOlodych ChUdožnikov, Società dei Giovani Artisti) che espose a Mosca nel 1919, 1920, 1921 e 1923. Con Konstantin Medunetskii misero in scena la propria esposizione "Costruttivisti" nel 1922 presso il Caffè dei Poeti, sempre a Mosca. Nello stesso anno Vladimir espose il suo lavoro nella prima mostra all'estero della nuova arte rivoluzionaria russa, la Erste Russische Kunstausstellung, tenutasi a Berlino. Gli anni venti e trenta li videro fra i membri più rappresentativi della avanguardia artistica sovietica, attivi a Mosca e presso il suo INChUK (INstitut CHUdožestvennoj Kultury, Istituto di Cultura Artistica, attivo tra il 1921 ed il 1924) tra i cui membri vi erano Aleksandr Rodčenko, Varvara Stepanova, Ljubov' Popova, Meduneckij, ed altri artisti, architetti, teorici e storici dell'arte. 
Tra il 1922 ed il 1931, gli Stenberg disegnarono scene e costumi per il Teatro Kamerny di Aleksandr Tairov a Mosca, contribuendo con loro opere alle pubblicazioni del LEF, periodico artistico del Fronte della Sinistra.
Nel 1925 parteciparono all'Esposizione internazionale di arti decorative e industriali moderne di Parigi. 
Tra il 1929 ed il 1932 insegnarono entrambi presso l'Istituto di Architettura e Costruzione di Mosca.
I due fratelli utilizzarono numerosi media: inizialmente attivi come scultori, poi come scenografi, architetti e grafici. Il loro progetti coprivano una vasta gamma di settori del design, che spaziava dalla moda (incluse le calzature femminili) fino alle carrozze ferroviarie. Un esempio delle loro sculture è KPS 11: Costruzione di un apparato spaziale n. 11 (1919-1920), strutture filiformi e sottili (ricostruite nel 1973-1974) in acciaio, vetro, vernice e gesso su legno conservate presso la National Gallery of Australia di Canberra.
Tuttavia l'ambito nel quale eccelsero era il teatro, i costumi e il design grafico: in quest'ultimo settore, in particolare, esemplari sono i loro manifesti cinematografici, che ebbero il sostegno anche da parte degli Istituti governativi statali. 
I fratelli Stenberg raggiunsero il punto più alto della loro capacità espressiva durante i primi anni della Rivoluzione russa in cui si ebbe un fiorire di sperimentazioni artistiche e teoriche innovative in tutti i settori dell'arte.
Ancor oggi moderni e radicali, i manifesti grafici dei due fratelli furono realizzati dai due fratelli nel limitato arco temporale di nove anni, tra il 1924 ed il 1933, ovvero l'anno della scomparsa di Georgii a soli 33 anni, morto in un incidente stradale tra la sua motocicletta ed un mezzo pesante, avvenuto pochi mesi dopo aver acquisito la cittadinanza russa.
Vladimir continuò successivamente a lavorare come grafico per manifesti cinematografici ed organizzò le decorazioni per i festeggiamenti del 1º maggio del 1947 nella Piazza Rossa di Mosca.